# Principe d'explosion
En logique mathématique, le principe d'explosion,  souvent nommé, d'après le latin, ex falso quodlibet ou ex contradictione sequitur quodlibet, « d'une contradiction, on peut déduire ce qu'on veut » ou encore principe de Pseudo-Scotus[réf. nécessaire], est une loi de logique classique, de logique intuitionniste et d'autres logiques, selon laquelle n'importe quel énoncé peut être déduit à partir d'une contradiction. La logique minimale est essentiellement la logique intuitionniste sans la règle explicite d'ex falso quodlibet.
Certaines autres logiques comme les logiques non-monotones, ou les logiques paracohérentes ne possèdent pas de principes d'explosion et tentent de gérer les contradictions différemment. 

## Représentation symbolique
Le principe d'explosion, de manière un peu plus formelle, peut s'énoncer ("{\displaystyle \vdash }" représente la relation de déduction logique) :
(1) : {\displaystyle \{\phi ,\lnot \phi \}\vdash \psi }
ou
(2) : {\displaystyle \bot \vdash P}.
(1) se lit "si on énonce qu'une affirmation est vraie ({\displaystyle \phi \,}) et que sa négation ({\displaystyle \lnot \phi }) l'est aussi, on peut dériver n'importe quelle conclusion ({\displaystyle \psi })."
(2) se lit "si on a une contradiction ({\displaystyle \bot \,}) alors on peut en déduire n'importe quelle propriété."

## Argument sémantique en logique classique
L'argument sémantique est tiré de la théorie des modèles. En théorie des modèles, on dit qu'une structure d'interprétation est modèle d'une théorie si la théorie est vraie dans l'ensemble de base de cette structure. Une proposition {\displaystyle \psi } est dans ce cadre une conséquence sémantique d'un ensemble d'autres propositions {\displaystyle \Gamma } seulement si chacun des modèles de {\displaystyle \Gamma } est modèle de {\displaystyle \psi }. Pour parler du principe d'explosion, on remarquera qu'il n'existe pas de modèle de l'ensemble contradictoire {\displaystyle \{\phi ,\lnot \phi \}}  — c'est-à-dire de structure le validant —, et a fortiori, de modèle de {\displaystyle \{\phi ,\lnot \phi \}} qui soit modèle de {\displaystyle \psi }. Par conséquent, chaque modèle de {\displaystyle \{\phi ,\lnot \phi \}} est un modèle de {\displaystyle \psi } (puisqu'il n'en existe pas). Ainsi {\displaystyle \psi } est une conséquence sémantique de {\displaystyle \{\phi ,\lnot \phi \}}.

## Logiques sans le principe d'explosion
Les logiques paracohérentes ont été créées pour permettre certaines formes de négations faibles. Les logiciens envisageant la logique sous l'angle de la sémantique formelle pensent, pour la majorité d'entre eux, qu'il existe des modèles pour l'ensemble de formule contradictoire {\displaystyle \{\phi ,\lnot \phi \}} et discutent de sémantiques permettant leur existence. D'une autre manière ils peuvent aussi rejeter l'idée que les propositions puissent être classées entre propositions vraies et propositions fausses, en utilisant des logiques polyvalantes. La sémantique des preuves en logique paracohérente nie typiquement la validité du principe, en empêchant l'une des étapes nécessaires à son obtention, typiquement le syllogisme disjonctif ou le principe d'adjonction.
Dans le cas du Web sémantique, à l’intérieur duquel il est presque impossible qu'il n’existe pas différentes sources contradictoires d'informations tant les fournisseurs sont nombreux et pas forcément d'accord entre eux, il a été proposé des logiques dans lesquelles coexistent deux types de négations, et dans lesquelles la non-contradiction n’est requise qu'explicitement.

## Applications
L'importance métamathématique du principe d'explosion est telle que, dans n'importe quelle logique dans laquelle il est vérifié, une démonstration de {\displaystyle \bot } (soit le faux, ou une forme équivalente, comme {\displaystyle \phi \land \lnot \phi }) ferait de toutes ses formules des théorèmes, rendant le système inutile. Le principe d'explosion est une des raisons de l'existence du principe de non-contradiction en logique classique, ne pas l'incorporer rendrait insensée toute affirmation vraie.